# Oktaedrisk geometri

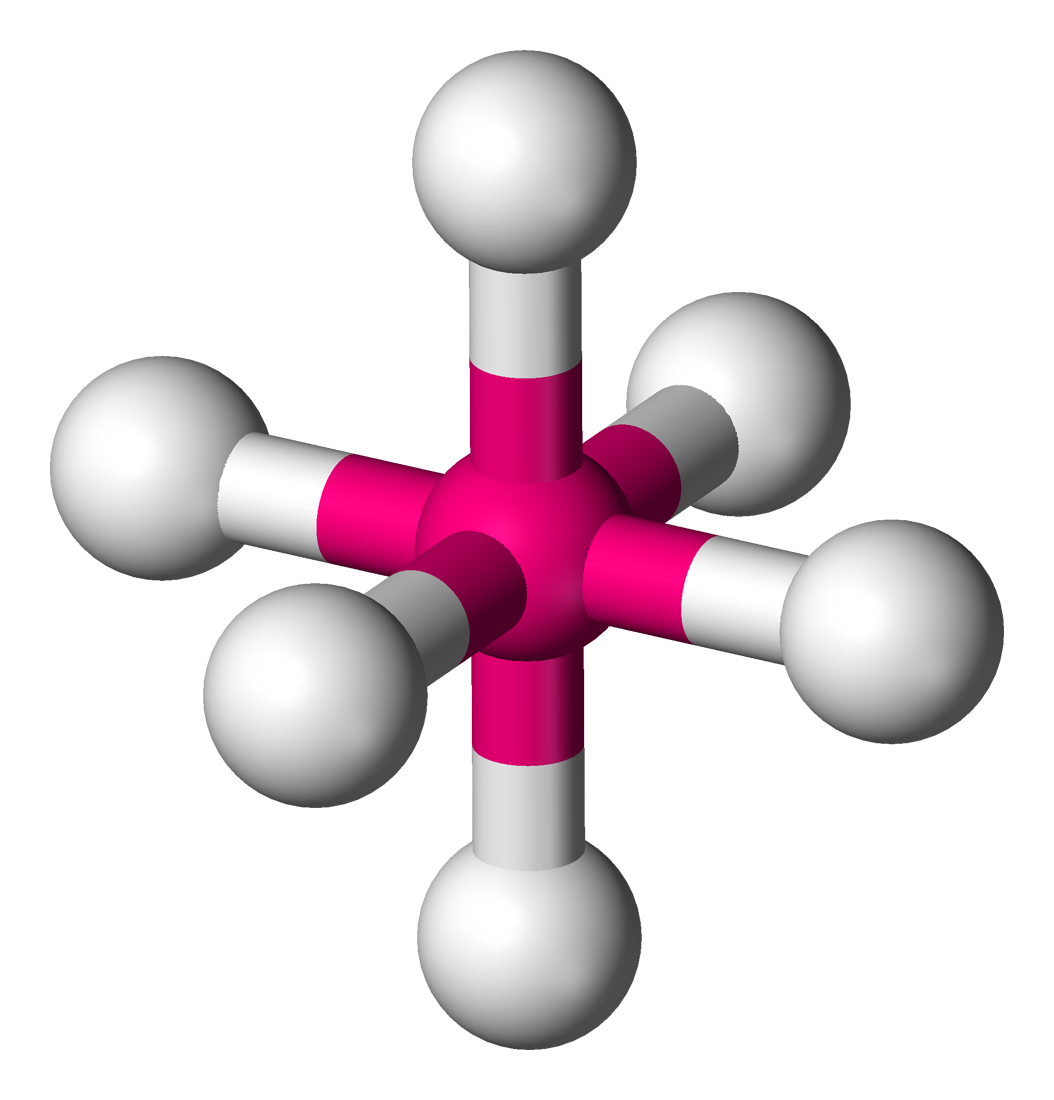
En generaliserad struktur med centralatomen i rosa.

Oktaedrisk geometri är en molekylär geometri med koordinationstalet 6. Oktaedriska molekyler kan i idealfallet skrivas som AX6, där A betecknar centralatomen och X betecknar identiska substituenter. Bindningsvinkeln är 90° och det elektriska dipolmomentet är 0. I de fall då alla substituenter (X) ej är identiska kan oktaedriska molekyler ibland uppvisa isomeri. Exempel på ideala oktaedriska molekyler/joner är svavelhexafluorid SF6 och hexafluorsilikatjonen SiF62-.

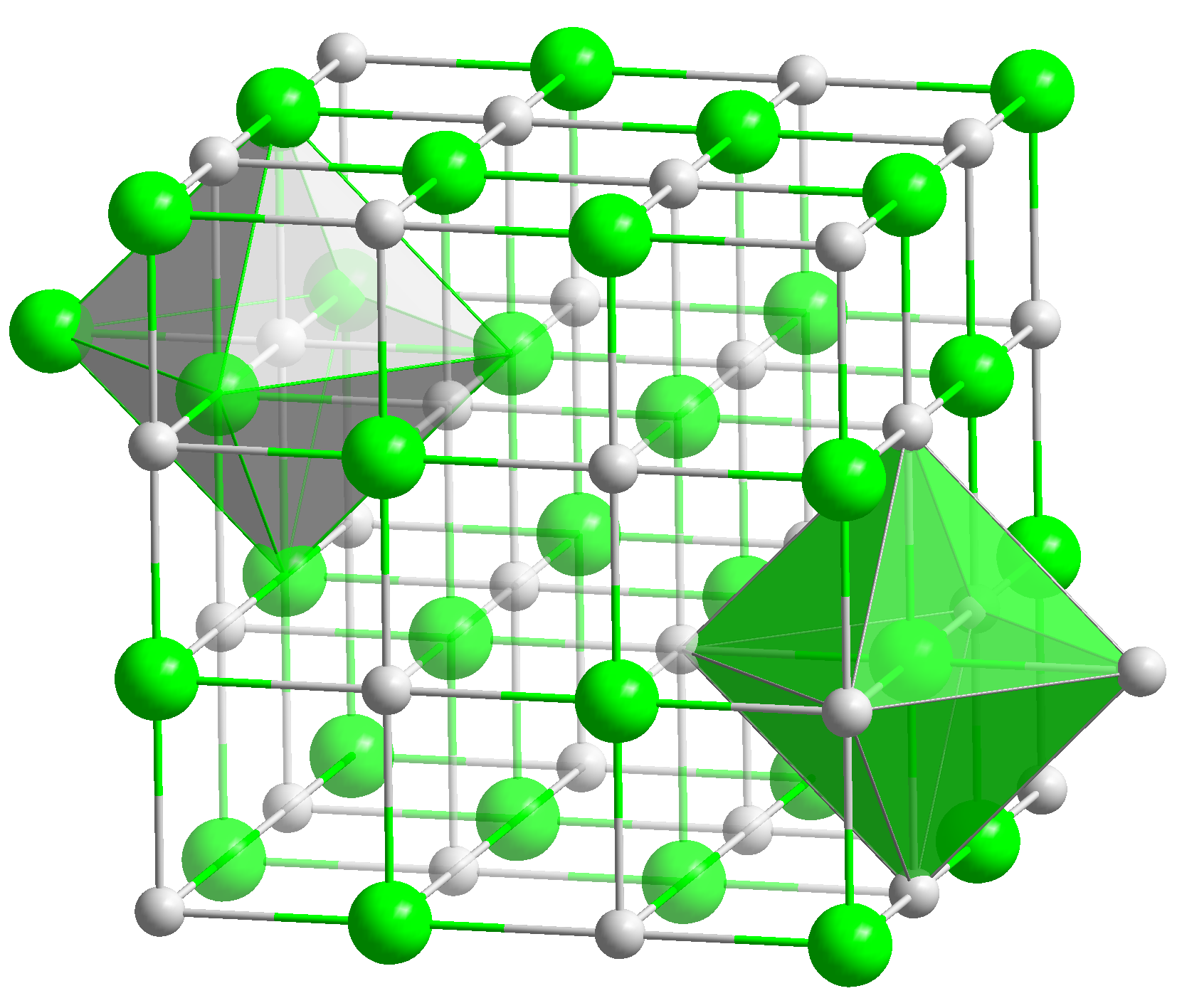
Oktaedrisk koordination i NaCl-struktur av båda katjon och anjon